# Zvonce
Zvonce (szerbül Завонце, bolgárul Звонци) egy falu Szerbiában, a Piroti körzetben, a Babušnicai községben.

## Népesség
- 1948-ban 587 lakosa volt.
- 1953-ban 538 lakosa volt.
- 1961-ben 585 lakosa volt.
- 1971-ben 439 lakosa volt.
- 1981-ben 381 lakosa volt.
- 1991-ben 332 lakosa volt
- 2002-ben 254 lakosa volt,[1] akik közül 198 bolgár (77,95%), 43 szerb (16,92%), 1 muzulmán, 10 ismeretlen.[2]